# Сыркин, Яков Кивович
Яков Кивович Сы́ркин (1894—1974) — советский физико-химик, академик АН СССР.

## Биография
Родился 23 ноября (5 декабря) 1894 года в Минске в семье Кивы Яковлевича (Янкелевича) Сыркина. В 1912 поступил на химический факультет университета в городе Нанси, где проучился до 1914 года. В связи с начавшейся войной, был вынужден прервать учёбу и вернуться в Россию. В 1915 году он поступил на химический факультет Рижского политехнического института, в 1918 поступил в Иваново-Вознесенский политехнический институт, который был создан на основе эвакуированного РПИ, окончил ИВПИ в 1919. После окончания института, продолжил в нём работу. В 1922 году был избран доцентом. С 1925 до 1930-го занимал должность заведующего кафедрой.
После разделения ИВПИ в 1930-м, продолжил работу в ИХТИ, но проработал в нём только один год, так как в 1931 году был назначен заведующим кафедрой в МИТХТ имени М. В. Ломоносова, где проработал до 1974 года. В 1932 Сыркин переехал в Москву и организовал лабораторию строения молекул в НИФХИ имени Л. Я. Карпова, в которой занимал должность заведующего до 1952 года. В 1935 ему была присуждена степень доктора химических наук. 30 сентября 1943 был избран членом-корреспондентом АН СССР по специальности «общая и физическая химия».
В начале 1950-х подвергся критике за положительную оценку широко употребимой поныне теории резонанса в рамках сталинских кампаний по идеологизации науки («борьба с идеологическими извращениями в вопросах химической теории»). В результате кампании, в 1952 году уволен из МГУ и НИФХИ, но смог остаться работать в МИТХТ благодаря заступничеству ректора этого института П. И. Зубова.
В 1957 году вместе со своей ученицей и соавтором М. Е. Дяткиной, также изгнанной отовсюду, приглашён работать в ИОНХ АН СССР. Там Сыркин и Дяткина смогли вернуться к исследованиям химической структуры веществ и природы химических связей.
20 июня 1964 избран академиком АН СССР по специальности «химическая физика». В 1967—1974 годах работал заведующим отделом в ИОНХАН имени Н. С. Курнакова.
Умер 8 января 1974 года. Похоронен на Преображенском кладбище (20 участок).

## Семья
- Жена — Мириам Вениаминовна Нейман (1895—1956);
  - Дочь — Флора Яковлевна Сыркина(1920—2000), советский искусствовед. Жена А. Г. Тышлера;
  - Сын — Александр Яковлевич Сыркин (1930), востоковед, индолог, филолог-санскритолог, переводчик. Кандидат исторических наук, доктор филологических наук (1971), профессор (1978).

## Научная деятельность
Сыркин проводил различные исследования в области термодинамики и квантовой химии, в частности изучал строение молекул и химическую связь.

### Некоторые работы
- Сыркин Я. К. Применение физических методов в органической химии. Промышленность органической химии. 1937, No 6, с. 322—331.
- Сыркин Я. К., Дяткина М. Е. Химическая связь и строение молекул. Учебное пособие. — М.: Госхимиздат, 1946. — 588 с.[3].

## Награды
- Сталинская премия II степени (22 марта 1943)[1]— за работы: «Строение бороводородов», «Строение молекулы нафталина», «Диэлектрические константы полярных жидкостей и дипольные моменты», опубликованные в 1941 и 1942 годах и «Химическая связь и строение молекул», законченную в 1942 году
- Два ордена Трудового Красного Знамени
- Орден Красной Звезды[4]
- Медали

## Память
- 5 марта 2010 года в читальном зале информационного центра Ивановского государственного химико-технологического университета прошла выставка, посвящённая Якову Кивовичу Сыркину[8];
- Имя Якова Кивовича Сыркина носит кафедра физической химии МИТХТ им. М. В. Ломоносова.